# Apamea sylvicola
Apamea sylvicola là một loài bướm đêm trong họ Noctuidae.